# Мунделла, Энтони Джон
Энтони Джон Мунделла (28 марта 1825 — 21 июля 1897) — британский политик и предприниматель, член Либеральной партии.
Родился в семье итальянских эмигрантов. Работал в сфере чулочно-носочной торговли, впоследствии стал совладельцем фирмы «Hine and Mundella», имевшей фабрики в Ноттингеме, Лафборо и других местах и стал богатым фабрикантом. В 1852 году был избран шерифом Ноттингема. В 1859 году создал на своих фабриках первые суды по разрешению конфликтов между рабочими и управляющими. Был олдерменом, президентом торгово-промышленной палаты и президентом арбитражного совета Ноттингема.
В 1868 году был избран депутатом нижней палаты парламента от Шеффилда, где примкнул к радикальной партии. Выступал за введение в Великобритании обязательного среднего образования; во многом его усилиями были приняты Закон об обязательном начальном образовании 1870 года (англ. Elementary Education Act 1870) и Образовательный кодекс 1882 года. В 1875 году участвовал в принятии закона, устанавливающего максимальную продолжительность рабочего дня на фабриках для женщин и детей в 10 часов. Выступал за улучшение условий труда в шахтах. С 1880 по 1885 год занимал в министерстве Гладстона пост вице-президента тайного совета (министра народного просвещения). В 1880 году был приведён к присяге Тайного совета. Впоследствии при Гладстоне и Розбери был в 1886 году и с 1892 по 1894 год председателем совета по торговле; на этом посту ввёл систему регулирования цен для железнодорожных грузовых перевозок, что вызвало кризис в отрасли. В 1894 году был вынужден уйти в отставку, скомпрометированный в финансовых делах одного новозеландского акционерного общества (хотя его невиновность была доказана).
Напечатал лекции: «Education», «Capital and labour», «Boards of arbitration» и другие.